# Moriers
Moriers är en kommun i departementet Eure-et-Loir i regionen Centre-Val de Loire strax norr om centrala Frankrike. Kommunen ligger i kantonen Bonneval som tillhör arrondissementet Châteaudun. År 2022 hade Moriers 223 invånare.

## Befolkningsutveckling
Antalet invånare i kommunen Moriers
Referens:INSEE